# Raising Arizona
Raising Arizona (Educando Arizona o Arizona Baby en español) es una película estadounidense de 1987 dirigida, escrita y producida por los hermanos Coen y protagonizada por Nicolas Cage y Holly Hunter. El American Film Institute incluyó Raising Arizona en el lugar número 31 de su lista «100 años... 100 sonrisas».

## Argumento
Cuando el ladronzuelo H.I. McDonnough (Cage) y la oficial de policía Edwina (Hunter) se conocen, después de que ella sea la encargada de tomar las fotografías de ingreso a la estación de policía, ambos se enamoran y McDonnough promete cambiar y hacerse un hombre de bien. La pareja se muda a una casa rodante en medio del desierto de Arizona. Al poco tiempo ambos se enteran de que Edwina es estéril y tras ser rechazados en todas las agencias de adopción que visitan (a causa del historial delictivo de H.I.) deciden robar a uno de los quintillizos del magnate Nathan Arizona. Finalmente, roban al niño (presumiblemente Nathan Jr. aunque nunca queda claro) junto con un libro sobre cómo cuidar bebés.
Todo parece ir bien hasta que los amigos ex convictos de H.I., Gale Snoats (John Goodman) y Evelle Snoats (William Forsythe), se escapan de la cárcel y deciden hacer una visita a casa del matrimonio. Enojada, Ed le pide a H.I. que haga que sus amigos se vayan, sin embargo, él logra convencerla de que los acepte por un par de días y se compromete a pedirles que no estén presentes al día siguiente pues su jefe y la esposa de éste los visitarán para conocer al bebé.
Cuando el jefe de H.I., Glen (Sam McMurray) y su esposa, Dot (Frances McDormand) visitan a la pareja, Glen malinterpreta un comentario de H.I. y le sugiere que intercambien esposas pues él y Dot son swingers. H.I. se siente ofendido y lo golpea en la nariz, causando su despido de facto, lo cual hace molestar a Ed pues ahora tienen más responsabilidades. H.I. decide aceptar la propuesta de robar un banco con Gale y Evelle y se dispone a dejar a Ed a cargo del niño pues reconoce no ser lo suficientemente responsable para ser padre, sin embargo mientras escribe la nota se queda dormido y amanece.
Mientras tanto, la policía inicia la investigación del robo del niño y la prensa se reúne afuera de la mansión de Arizona. Al día siguiente es publicada en primera plana la noticia y no pasa desapercibida por el ofendido Glen, quien regresa a la casa de los McDonnough para chantajear a H.I. con no denunciarlo a la policía siempre y cuando éste le entregue al bebé. Mientras H.I. y Glen discuten, Gale y Evelle escuchan que el bebé de su amigo es en realidad hijo del acaudalado empresario y deciden secuestrarlo. Con el dinero del rescate y el botín que pensaban obtener al robar un banco rural suponen se podrán retirar y vivir una vida con comodidades. El secuestro de Nathan Jr. afecta tanto a Ed que mientras van en su búsqueda, le propone a H.I. divorciarse pues, según ella, ambos son demasiado irresponsables como para hacerse algún bien el uno al otro.
Después de encontrar al bebé sano y salvo ambos luchan contra Leonard Smalls, un cazarrecompensas, quien quiere arrebatarles al pequeño. Tras una lucha en la cual H.I. sufre la paliza de su vida pero sale victorioso, ambos deciden devolver al pequeño Nathan a sus padres. Mientras están devolviendo al niño a su habitación, Nathan Arizona Sr. los encuentra y se da cuenta de que fueron ellos quienes secuestraron al bebe, los perdona y les aconseja no hacer algo tan tonto como separarse. Esa noche, H.I. duerme junto a Ed y nos cuenta un sueño que está teniendo donde se ve la conclusión de la historia de varios de los personajes: Gale y Evelle regresan a prisión por cuenta propia, Nathan Jr. es joven con éxito, Glen le cuenta su broma sobre los polacos a un policía polaco y finalmente, aunque no los vemos explícitamente, H.I. y Ed, ya ancianos, reciben la visita de sus hijos y nietos, ya que al fin logran tener la familia grande y feliz que ambos deseaban. La película concluye cuando H.I. dice que, en el sueño, viven en un lugar hermoso: «tal vez Utah».

## Reparto
| Actor              | Personaje                    |
| ------------------ | ---------------------------- |
| Nicolas Cage       | Herbert I. "H.I." McDonnough |
| Holly Hunter       | Edwina "Ed" McDonnough       |
| John Goodman       | Gale Snoats                  |
| William Forsythe   | Evelle Snoats                |
| Frances McDormand  | Dot                          |
| Randall "Tex" Cobb | Leonard Smalls               |
| Trey Wilson        | Nathan Arizona               |
| Sam McMurray       | Glen                         |
| Warren Keith       | Agente del FBI joven         |
| Henry M. Kendrick  | Agente del FBI viejo         |

## Producción

### Concepción
Los hermanos Coen empezaron a trabajar en Raising Arizona con la idea de lograr un resultado lo más diferente posible de su anterior película, Blood Simple, con un tono mucho más optimista y alegre. El punto de partida del guion surgió de la idea de H.I., un personaje que tiene el deseo de vivir una vida normal dentro de los límites de la ley. Para crear el dialecto de los personajes, Joel e Ethan crearon un dialecto híbrido del dialecto local y el supuesto material de lectura de los personajes, como revista y la Biblia. La escritura del guion tardó tres meses y medio.
El filme estuvo influenciado por el trabajo del director Preston Sturges y escritores como William Faulkner y Flannery O'Connor, conocidos por su literatura sureña. Joel e Ethan le mostraron el guion terminado a Circle Films, que había sido el distribuidor de Blood Simple en Estados Unidos. Circle Films estuvo de acuerdo con financiar la producción. Los Coen llegaron al set con el guion completo y un storyboard. Con un presupuesto de un poco más de cinco millones de dólares, Joel Coen notó que «para obtener lo máximo de ese dinero, la película tiene que estar preparada meticulosamente».

### Casting
A  diferencia de Blood Simple, los personajes de Raising Arizona se escribieron para que resultaran simpáticos. Los Coen escribieron el personaje de Ed para Holly Hunter.
Varios bebés tuvieron que ser descartados en el set debido a que empezaron a dar sus primeros pasos en vez de gatear. Una madre le puso a su bebé los zapatos hacia atrás para evitar que caminara. El personaje de Leonard Smalls se creó cuando los hermanos Coen intentaron imaginar un «personaje malvado» no desde su imaginación, sino desde el mismo personaje. A los Coen les resultó difícil trabajar con Randall "Tex" Cobb, Joel declaró: «Es menos actor que una fuerza de la naturaleza... No sé si me apuraría a emplearlo en un futuro filme».

### Filmación
Raising Arizona se filmó en diez semanas. La relación entre el actor Nicolas Cage y los Coen fue respetuosa pero turbulenta. Cuando llegó al set, y en varios momentos durante la producción, Cage ofreció sugerencias a los directores, las cuales fueron ignoradas. El actor dijo: «Joel e Ethan tienen un punto de vista muy sólido y he aprendido cuan difícil es aceptar la visión de otro artista. Tienen una naturaleza autocrática».
Muchos integrantes del equipo que había trabajado con Joel e Ethan en Blood Simple regresaron para Raising Arizona, incluyendo al cinematógrafo Barry Sonnenfeld, el coproductor Mark Silverman, la diseñadora de producción Jane Musky, la productora asociada y asistente de dirección Deborah Reinisch y el compositor Carter Burwell.

## Estreno
El filme se proyectó en el Festival de Cannes de 1987 por fuera de la competición.

## Recepción
Hacia 2018, el sitio Rotten Tomatoes indicó que el 91% de 53 críticos escribieron una reseña positiva. En CinemaScore el público le dio al filme una calificación promedio de «B» en una escala de entre A+ y F. El American Film Institute la incluyó en el lugar número 31 de su lista «100 años... 100 sonrisas». Raising Arizona forma parte de los filmes incluidos en el libro 1001 películas que hay que ver antes de morir.
David Denby de la revista New York escribió que el filme era una «fábula demente del Nuevo Oeste» que transformaba «el sarcasmo en una grosera pero cariñosa forma de comedia». Richard Corliss de Time se refirió al filme como «original de forma exuberante». Rita Kempley de The Washington Post escribió una reseña positiva y afirmó que fue «la mejor comedia sobre secuestros desde Ruthless People el verano pasado». En una reseña en la serie de televisión Siskel & Ebert & the Movies, el crítico Gene Siskel dijo que la cinta era tan «atractiva como graciosa» y que «pese a algunos parches lentos» la recomendaba. Escribiendo para The New Yorker, Pauline Kael dijo que «Raising Arizona no es gran cosa, pero tiene un encanto revoltoso».
Las reseñas negativas argumentaron que el filme priorizaba el estilo por sobre el contenido. La revista Variety escribió: «Aunque está llena de espléndidos toques y chistes, a menudo no se integra como una historia coherente». Escribiendo para The New York Times, Vincent Canby dijo: «Como Blood Simple, está llena de pericias técnicas pero no tiene vida propia... La dirección no tiene estilo decisivo». Julie Salamon de The Wall Street Journal escribió que los hermanos Coen «tienen un montón de imaginación y sentido de la diversión, y más que nada, un fantástico sentido de cómo manipular imágenes», pero «hacia el final, la diversión se siente un poco forzada». Dave Kehr del Chicago Tribune escribió que «la estética se retira del frágil contenido y el filme comienza a parecerse a un episodio de Hee Haw dirigido por un Orson Welles trastornado por las anfetaminas». Roger Ebert escribió una reseña negativa y comentó que el filme «estira cada momento más de lo que vale, hasta que incluso los momentos de inspiración parecen forzados. Ya que la idea básica de la película es buena y hay gente talentos en el reparto, lo que tenemos aquí es un filme derribado por su propio estilo forzado y artificioso».
Posteriores críticas sobre el filme ha sido generalmente positivas. Tanto la revista británica Empire como el sitio AllMovie le dieron un puntaje de cinco estrellas, el puntaje más alto. Lucia Bozzola de AllMovie escribió: «Llena de actuaciones exageradas cuidadosamente moduladas del reparto completo, Raising Arizona confirma el lugar de los Coen entre los cineastas más distintivos que surgieron del cine independiente de los años 1980», mientras que Caroline Westbrook de Empire dijo que era una «comedia divertida y disparatada de los hermanos Coen que demuestra por qué son los reyes de la extravagancia». Bilge Ebiri de Vulture consideró a Raising Arizona como una «obra maestra de los Coen: su película más graciosa y posiblemente la más conmovedora». La revista neerlandesa Vrij Nederland colocó la escena del robo al banco en el segundo lugar en su lista de «los cinco mejores robos de banco en la historia del cine», detrás de la escena del thriller Heat (1995).

## Música
La banda sonora de Raising Arizona fue compuesta por Carter Burwell, su segunda colaboración con los hermanos Coen. El sonido está compuesto por una mezcla de órganos, coros de iglesia, banjos, silbidos y cantos a la tirolesa.
Las canciones se tomaron del álbum Goofing-Off Suite, grabado por Pete Seeger en 1955, que incluye fragmentos de la Sinfonía n.º 9 de Ludwig van Beethoven y «Russian Folk Themes and Yodel». Entre los músicos que grabaron para el filme están Ben Freed (banjo), Mieczyslaw Litwinski (arpa de boca y guitarra) y John R. Crowder (canto a la tirolesa). Durante la película Holly Hunter canta la balada tradicional «Down in the Willow Garden» como una canción de cuna.
Partes de la banda sonora de Burwell se lanzó en un álbum en 1987, junto con música de la anterior película de los Coen, Blood Simple; las canciones de Raising Arizona constituyen las primeras diez del álbum de diecisiete pistas. AllMusic le dio una calificación de 4,5 estrellas sobre cinco.